# Marktkreuz (Inveraray)

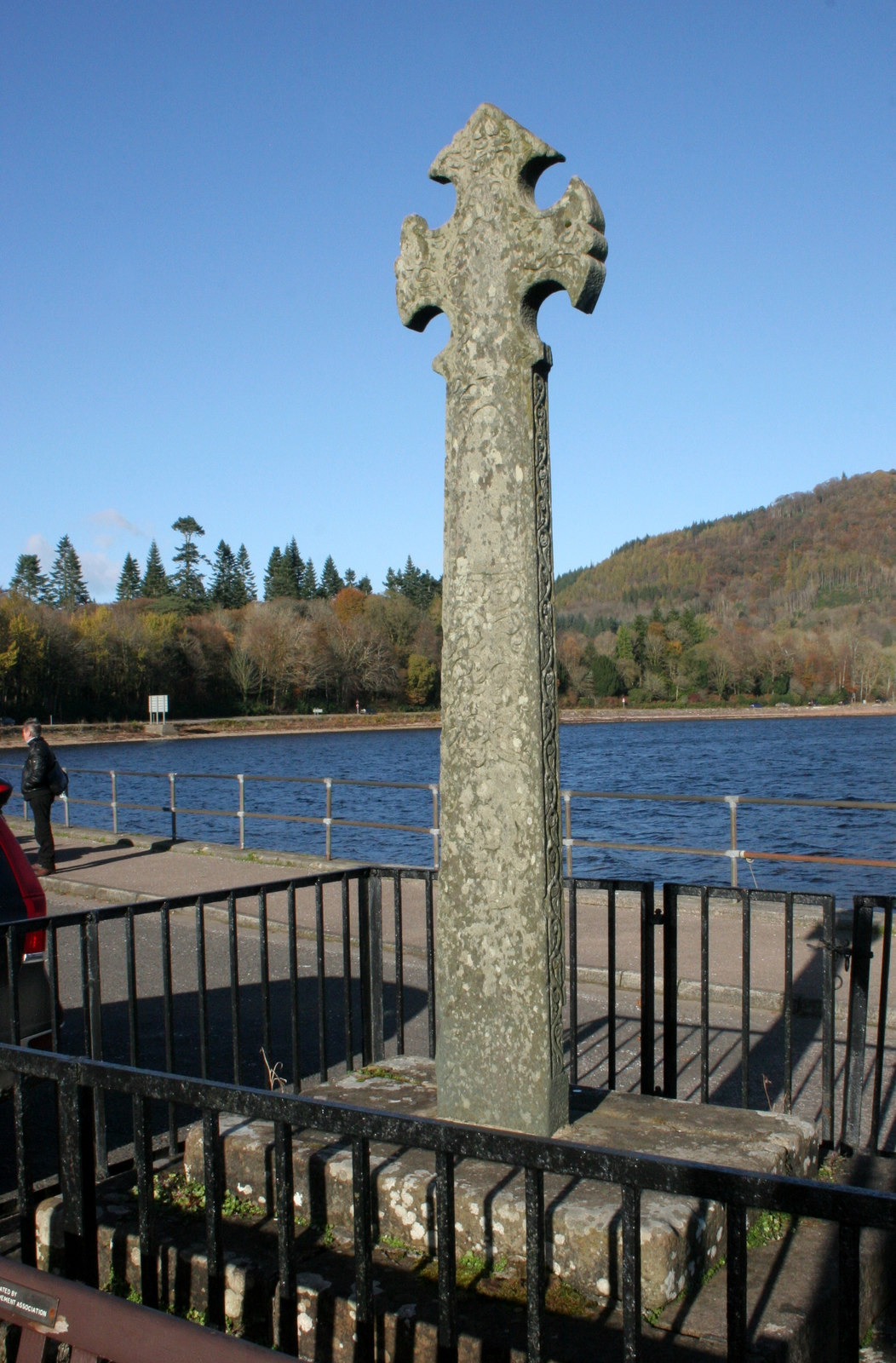
Marktkreuz von Inveraray

Das Marktkreuz von Inveraray, auch Inveraray Cross, ist ein Steinkreuz in der schottischen Stadt Inveraray. Es steht nahe der Küste von Loch Fyne unweit des Schiffsanlegers gegenüber dem nördlichen Endpunkt der Main Street. Das Marktkreuz ist als Scheduled Monument geschützt.
Vermutlich datiert das Marktkreuz von Inveraray auf das 15. Jahrhundert. An seinen heutigen Standort wurde es erst nach dem Bau der neuen Planstadt Inveraray versetzt. Wie aus Aufzeichnungen hervorgeht, stand es früher in der alten Ortschaft Inveraray in der Nähe von Inveraray Castle. Anhand von Inschriften kann darauf geschlossen werden, dass es ursprünglich wahrscheinlich auf einem Friedhof platziert war.

## Beschreibung
Das Marktkreuz steht auf einem steinernen, dreistufigen Podest. Der Schaft und die kurzen Arme zeigen florale Rankenmotive. Auf der Rückseite war einst der Erzengel Michael in den Stein gearbeitet. Das Bild wurde jedoch im Stile des restlichen Kreuzes umgearbeitet. Die in die Seitenfläche eingearbeitete lateinische Inschrift lautet: Hec est crux nobilium virorum videlicet Dondcani meicgyllchomgan Patricii filii eius et Maelmore filii Patricii qui hanc crucem fiere faciebat.